# Iłownica (województwo pomorskie)
Iłownica – wieś pogranicza kaszubsko-kociewskiego w Polsce, położona w województwie pomorskim, w powiecie kościerskim, w gminie Liniewo, na południe od Wietcisy, przy drodze wojewódzkiej nr 224.
Wieś przynajmniej od połowy XVIII wieku należała do rodu Czarlińskich, którzy zarządzali nią do około 1850 roku. Przez ten czas była nadal niewielką osadą. W 1829 roku, kiedy przeprowadzono uwłaszczenie, wieś znajdowała się pod zarządem komisarycznym i zamieszkiwał ją jedynie młynarz. Intensywny rozwój miejscowości rozpoczął się po zmianie właściciela – najpierw Roberta Goertza, a potem, w 1873 roku, emerytowanego nauczyciela gimnazjalnego Franza Schrödera, który poślubił Polkę. R. Goertz zainwestował znaczne środki, dzięki czemu w 1865 roku wieś zajmowała już około 840 ha i miała cegielnię, gorzelnię oraz młyn. Było tam 21 domów, w których mieszkało około 200 osób, w tym ponad 70% katolików, głównie Kaszubów i Polaków, przybyłych z wiosek i osad leśnych na północ od Kobysewa, głównie z parafii Przymuszewo.
| SIMC    | Nazwa   | Rodzaj    |
| ------- | ------- | --------- |
| 0165876 | Kronowo | część wsi |

W latach 1975–1998 miejscowość administracyjnie należała do województwa gdańskiego.